# 家族は父親を必要とする
家族は父親を必要とする（Families Need Fathers）は、英国の登録された慈善団体である。1974年に設立された。子どもを持ちながら離婚した親に対して、情報提供と支援を行っている（未婚の親も対象に含む）。

## 概要
「家族は父親を必要とする」の各支部は、自助サポート・グループであり、子どもとの関係維持が困難な親に対して支援を与えている。「家族は父親を必要とする」には、英国国内に、独立して運営する30以上の支部があり、会員に対して精神的ケアなどのサービスを提供している。これらの支部は、他から資金提供を受けておらず、活動はボランティアの努力に頼っている。この慈善団体の中央組織は、政府からの補助金を受けている。雇われたスタッフは、共同親権（共同育児）について公衆への教育を行っているが、主要な活動内容は政治的なロビー活動である。
中央の事務所は、年に4回、ニュース・レター McKenzie を発行している。このニュース・レターは、社会に対して影響力を持つと思われる人など、慈善団体のメンバー以外の人にも送られている。ニュース・レターの作成と送付は、ハードコピーにより行われている。このニュースレターによる収入は、寄付金収入の35％を占めている。
「家族は父親を必要とする」は、離婚の途中や離婚後に、子どもが、両方の親や祖父母との関係を維持することに重大な関心を持っている。正確な会員数は不明であるが、約3000名の会員がいる。子どもと離れて暮らすのは、多くは父親であるが、この慈善団体は、「子どもと離れて暮らす母親の会 MATCH」や「祖父母の会」などと協力し、子どもとの接触を失った父親と母親の両方を支援している。
「家族は父親を必要とする」の中央組織は、会員が自助努力を行うために、オンラインでフォーラムを提供している。このフォーラムは、評議員から任命された司会により厳格にコントロールされている。このコントロールは、あまりに厳格であるので、多くの会員から統制を受けたという苦情が出ている。Elton John と Justice Wall卿に関する記載について、多くの懸念が寄せられたが、変化は無かった。
会員達は評議員を選んでおり、その評議員は、この慈善団体をどのように運営すべきかという仕事の内容について、雇われたスタッフに説明している。雇われたスタッフの仕事は、各ボランティアが子どもと離れて暮らす親や祖父母を援助するのをアシストすることである。この慈善団体は、共同的な組織である。
このグループのボランティアは、親に子どもを尊重するようにアドバイスを伝える。以下に列挙する主張は、元々は、親の離婚を乗り越える教室に参加した子ども達に向けて伝えられたものである。
- もう一人の親の前で、何が起きたのかを聞かないで欲しい
- 秘密を守るようにと言わないで欲しい
- うそをつかざるを得ない立場に立たせないで欲しい
- 自分の味方になるように求めないで欲しい
- 自分の怒りを私に向けないで欲しい
- 互いに争うことを止めて欲しい
- 両方の親と仲良くすることを認めて欲しい
- 片方の親を選ぶように求めないで欲しい

「家族は父親を必要とする」は、会員が、敵対的な態度を改めて友好的な態度を取ることにより、高くつく訴訟を行わずにこの問題に対処するように促しており、他の親（通常は母親）の妨害にも拘らず、両方の親が子どもの生活に関与し続けるという目標の達成に、ある一定の成功を収めている。

## 信条
以下の各項目を信条としている。
- 子どもは、両方の親と愛情に満ちた関係を保つ権利がある。
- 子どもは、片方の親と接触を失う害悪から守られなければならない。
- 両方の親は、平等に扱われなければならない。共同の育児（共同親権）が推奨されなければならない。
- 個々の親は、子どもの発達に関して、独特の貢献を行っている。
- 家庭裁判所において、国家が資金を提供した調停サービスが利用可能でなければならない。
- 訴訟は、別居後の子どもの問題を解決するための好ましい手段ではない。

## 活動内容
以下のような活動を行っている。
- 家庭が崩壊した際のトラブルについての知識を広めている。
- 本や小冊子を提供し、ホームページを開設し、定期的なニュースレターを発行している。
- 英国国内の各地方において、自助グループの会合を行っている。
- インターネット・フォーラムにおいて、会員へのサポートを行っている。
- 電話相談協会の一員として、電話による相談サービスを行っている。
- 電話による接触を行うボランティアのネットワークを持っている。
- 親をサポートする研修会を行っている。
- マスコミやマスメディアに対して、講演や症例検討を提供している。
- 家族政策のフォーラムやセミナーに参加している。
- 政府からの問い合わせに答えている。
- 議会に対してロビー活動を行い、法律家に働きかけている。
- 関係する研究の情報を提供している。

### （活動内容の解説）
情報や支援を、以下のような経路で提供している。
- 電話による相談：月曜から金曜までの午後6時から10時まで（英国現地時間）、（英国）0300-0300-363

- 地方支部による会合：よく似た状況の人と話すことにより助言や支援が得られる。他の人の経験から学ぶことができる。孤立を避けられる。

- 親を支援する研修会：「別居した親や祖父母による挑戦」から「前の配偶者とコミュニケーションを樹立する方法」や「怒りや喪失感や無力感などの感情の対処法」までの広範な問題を扱っている。

- 情報提供と出版：生活維持費用、学校や病院、CAFCASS、法廷での陳述などの広範な問題を扱っている。

- 包括的なホームページ：多くの有用な情報がある。活動の全てをカバーしている。